# Зелений (Топчихинський район)
Зеле́ний (рос. Зелёный) — селище у складі Топчихинського району Алтайського краю, Росія. Входить до складу Побєдимської сільської ради.

## Населення
Населення — 314 осіб (2010; 363 у 2002).
Національний склад (станом на 2002 рік):
- росіяни — 74 %